# Dona reclinada
Dona reclinada és un quadre pintat per Gustave Courbet l'any 1865-1866 i que actualment s'exposa al Museu de l'Ermitage de Sant Petersburg.
Dona reclinada reflecteix el dubte de l'artista pel que fa a si havia d'actuar seguint l'esperit del Realisme o, en canvi, seguir la tradició tal com ell l'entenia. Courbet va escollir la segona opció fent una mica de concessió a la convenció acadèmica.
Courbet va formular per primera vegada aquest concepte el 1845, amb Estudi d'una dona adormida, que ara es troba al Museu d'Art Memorial Otani de Ninomiya. La pintura en si es va pintar el 1865-1866, formant part d'una d'una sèrie de pintures de nus jacents pintades per Courbet entre 1864 i 1866, coronades amb Dona amb un lloro que es conserva al Metropolitan Museum of Art de Nova York.
El primer propietari del quadre va ser el mecenes dels impressionistes Ernest Hoschede però, davant de dificultats econòmiques, es va veure obligat a vendre'l el 1875 en una subhasta. Posteriorment, l'obra estar en mans de diversos comerciants, fins que el 1908 va acabar a la galeria berlinesa de Gustav Knauer, on el va comprar el col·leccionista alemany Bernhard Köhler. Durant la Segona Guerra Mundial, va ser capturat per les tropes soviètiques i enviat a l'URSS com a reparació; durant molts anys es va conservar als magatzems de l'Ermitage i es va mostrar al públic només l'any 1995 a l'exposició de la seva col·lecció.